# 森岡武一
森岡 武一（もりおか たけかず、1961年12月14日 - ）は、日本の地方公務員 (技術公務員)、鉄道実業家。大阪府都市整備部長、危機管理監、大阪モノレール社長を経て大阪府副知事。

## 人物・経歴
1987年 (昭和62年) 3月、京都大学大学院工学研究科土木工学専攻修了。同年4月、大阪府庁入庁。1996年（平成8年）5月、商工部立地経済交流課主査（大阪府産業基盤整備協会事業部企画課係長兼同開発課係長）、1999年5月、土木部交通政策室主査。2005年4 月、同部土木総務課課長補佐（堺市建築都市局都市計画部鉄軌道推進担当参事）。2007年4月、大阪府都市整備部事業管理室課長補佐。同2009年4月、茨木土木事務所建設課彩都工区長。2010年4月、政策企画部企画室参事。2012年4月、都市整備部交通道路室参事。2013年4月、同部事業管理室事業企画課長。2015年4月、政策企画部危機管理室長。2016年4月、都市整備部交通道路室長。2017年4月、都市整備部技監。
2019年4月、都市整備部長。同年 (令和元年) 6月、関西高速鉄道取締役。新型コロナウイルスの影響下の期間もあったが、安威川ダム建設、寝屋川流域の総合治水対策、大和川線、淀川左岸線等の事業に取り組んだ。2021年4月、政策企画部危機管理監。2022年3月、大阪府退職。
同年6月、前任の井出仁雄に代わり、大阪モノレール株式会社代表取締役社長就任。
2023年6月、前任の田中清剛に代わり、大阪府副知事に就任。